# 189 a.C.
Il 189 a.C. (CLXXXIX a.C. in numeri romani) è un anno  del II secolo a.C.

## Eventi
- La maggior parte dell'Asia Minore occidentale finisce sotto controllo Romano sotto la supervisione di Scipione l'Africano.
- Roma conquista la Galazia sotto Gneo Manlio Vulsone, che aiutò Eumene II a reprimere l'invasione gallica di Pergamo
- La Lega etolica viene sciolta da Roma.
- Scipione l'Africano è eletto princeps senatus per la terza volta.
- Catone il Censore critica il console Marco Fulvio Nobiliore per aver dato premi ai soldati che avevano svolto mansioni comuni, come ad esempio scavare pozzi.
- Viene fondata la città di Alaşehir (la Filadelfia biblica).

## Morti
- Zhang Liang, funzionario cinese